# KFC Hulsen Sport
KFC Hulsen Sport was een voetbalclub uit Balen in de Belgische provincie Antwerpen. De club sloot in 1946 aan bij de KBVB met stamnummer 4411.
In 2001 fuseerde KFC Hulsen Sport met KFC Rosselaar Sport en vormde KVC Rosselaar-Hulsen Sportief onder het stamnummer van Rosselaar.

## Geschiedenis
Hulsen Sport werd in februari 1946 opgericht en sloot in mei 1946 aan bij de KBVB.
Men koos voor groen en rood als clubkleuren. In 1982 veranderde dit naar groen en zwart.
De club speelde de 22 eerste seizoenen in Derde Provinciale, in 1968 werd Hulsen kampioen in zijn reeks en mocht naar Tweede Provinciale.
Daar zou men vijf seizoenen aantreden, in 1971 behaalde Hulsen met een derde plaats in de reeks het beste resultaat uit de clubgeschiedenis.
In 1973 degradeerde de club terug naar Derde Provinciale en na een moeilijk eerste seizoen in de reeks, mocht het seizoen daarna voor een tweede keer de kampioenenvlag gehesen worden. 
In 1976 werd nogmaals een derde plaats behaald in Tweede Provinciale, tot 1982 speelde Hulsen in deze reeks.
In 1984 werd men voor de derde keer kampioen in Derde Provinciale en ditmaal zou de club negen achtereenvolgende seizoenen in deze reeks spelen.
In 1993 volgde opnieuw degradatie naar Derde Provinciale, maar in 1996 mocht Hulsen de vierde en laatste kampioenstitel vieren. Het verblijf in Tweede Provinciale duurde maar twee seizoenen en de club speelde de laatste drie seizoenen in zijn bestaan in de derde provinciale reeks.
Men besloot in 2001 te fuseren met buur Rosselaar Sport, het eigen stamnummer werd ingediend en men ging als KVC Rosselaar-Hulsen Sportief verder onder het stamnummer van Rosselaar. 